# Oreodera c-album
Oreodera c-album là một loài bọ cánh cứng trong họ Cerambycidae.